# Marcel Chauvigné
Marcel Chauvigné (Nantes, 25 de septiembre de 1911-Nantes, 2 de julio de 1972) fue un deportista francés que compitió en remo.
Participó en los Juegos Olímpicos de Berlín 1936, obteniendo una medalla de bronce en la prueba de cuatro con timonel. Ganó dos medallas de plata en el Campeonato Europeo de Remo, en los años 1934 y 1935.

## Palmarés internacional
| Juegos Olímpicos   | Juegos Olímpicos  | Juegos Olímpicos  | Juegos Olímpicos   |
| Año                | Lugar             | Medalla           | Prueba             |
| ------------------ | ----------------- | ----------------- | ------------------ |
| 1936               | Berlín (Alemania) | Medalla de bronce | Cuatro con timonel |
| Campeonato Europeo |                   |                   |                    |
| Año                | Lugar             | Medalla           | Prueba             |
| 1934               | Lucerna (Suiza)   | Medalla de plata  | Cuatro con timonel |
| 1935               | Berlín (Alemania) | Medalla de plata  | Cuatro con timonel |